# Rümpel
Rümpel település Németországban, Schleswig-Holstein tartományban. Lakosainak száma 1301 fő (2023. december 31.).

## Népesség
A település népességének változása:
| Lakosok száma | 744  | 1267 | 1283 | 1302 | 1280 | 1301 |
|               | 1975 | 2017 | 2019 | 2021 | 2022 | 2023 |